# Apristurus saldanha
Apristurus saldanha е вид пилозъба акула от семейство Scyliorhinidae. Видът е незастрашен от изчезване.

## Разпространение и местообитание
Разпространен е в Намибия и Южна Африка (Западен Кейп и Източен Кейп).
Среща се на дълбочина от 163 до 1200 m, при температура на водата от 3 до 11,8 °C и соленост 34,3 – 35,1 ‰.

## Описание
На дължина достигат до 88 cm.